# Атанас Калибацев
Атанас  (Насо) Иванов Калибацев е български революционер, деец на Вътрешната македонска революционна организация.

## Биография
Калибацев е роден в 1886 година в град Кукуш, тогава в Османската империя, днес Килкис, Гърция. Завършва полувисше образование. След 1913 година се установява трайно в град Петрич, където се отдава на адвокатска практика. След 1919 година участва във възстановяването на ВМРО. В края на същата година се нарежда сред основателите на Петричкото македонско благотворително братство „Христо Матов“. С одобрението на ВМРО през април 1923 година е издигнат за кандидат-депутат от Мелнишко от Социалдемократическата партия. През юли 1924 година след Търлиския инцидент в Петрич е съставен граждански комитет, в който влизат Атанас Калибацев, Христо Медникаров, Георги Чапразов, Васил Попстоянов и д-р Илия Николчев, които апелират пред международната общественост за намеса срещу гръцките зверства.
През декември 1924 година е делегат от Кукушка околия на Солунския окръжен конгрес на ВМРО, който го избира за делегат на общия конгрес. През февруари 1925 година е делегат на Шестия конгрес на ВМРО от Солунски революционен окръг. През 1925 година във връзка с Петричкия инцидент от името на гражданството, Калибацев и други общественици от града, подписват благодарствено писмо до войводата Георги Въндев. Известно време заема длъжностите член и председател на Окръжната постоянна комисия в Петрич.
След 9 септември 1944 година е арестуван, пребит и откаран в затвора в Горна Джумая. През 1945 година е осъден от Светиврачкия Народен съд на две години строг тъмничен затвор.
Умира в град Петрич през 1956 година.